# Вест-Агдер
Вест-Агдер е фюлке (област) в Югоизточна Норвегия. Населението е 166 976 жители (2008 г.), а има площ от 7276 кв. км. Намира се в часова зона UTC+1, а лятното часово време е по UTC+2. Административен център е град Кристиансан. Областта е на първо място по износ от областите в Норвегия. Развити са корабното дело и търговията. В областта има значителен брой американски граждани, които са норвежци или техните потомци завърнали се от Америка.